# 沙贊！眾神之怒
《沙贊！眾神之怒》（英語：Shazam! Fury of the Gods）是一部2023年美國超級英雄電影，以DC漫畫的同名角色為主角，由新線影業、DC影業、沙佛朗公司和七美金影業聯合製作，華納兄弟影片發行。影片是2019年電影《沙贊！》的續集，為DC擴展宇宙的第十二部作品。電影由亨利·蓋登編劇，大衛·F·桑德柏格執導，柴克·萊威、艾許·安傑、傑克·狄倫·葛雷瑟、瑞秋·曾格勒、亞當·布洛迪、羅斯·巴特勒、梅根·古德、劉玉玲、吉蒙·韓蘇和海倫·米蘭主演。
2019年4月，華納在《沙贊！》上映後隨即宣佈開發續集電影，蓋登回歸繼續執筆，而萊威與桑德柏格則於12月確認回歸。2020年8月，華納公佈續集的正式片名，其餘演員亦確認回歸。2021年初，曾格勒、米蘭與劉玉玲被選角出演阿特拉斯的女兒。影片的主體拍攝於同年5月26日在美國喬治亞州亞特蘭大開機，8月31日殺青。
影片2023年3月16日在台灣和香港上映，外界給予本片的評價不一，主要稱讚幽默感與角色魅力，但批評編劇情節設計散亂，欠缺前作的魅力；票房表現不佳。《沙贊！眾神之怒》和《蟻人與黃蜂女：量子狂熱》並列入圍頒發差片獎項的第44屆金酸梅獎共計4項獎項。

## 劇情
比利·貝特森和幾兄弟姊妹能透過大喊「沙贊」一詞變身為超級英雄，但她們被迫重新投入戰鬥以抵抗阿特拉斯的女兒，並需阻止她們使用毀滅性武器以保護地球。

## 演員
| 演員                         | 角色                                                   | 備註 |
| ---------------------------- | ------------------------------------------------------ | --- |
| 柴克·萊威                    | 威廉·「比利」·貝特森／沙贊                             | 擁有著各種強大的魔法力量的超級英雄，包括所羅門的智慧、海克力士的力氣、阿特拉斯的耐力、宙斯的力量、阿基里斯的勇氣和墨丘利的速度。                                             |
| 艾許·安傑                    | 威廉·「比利」·貝特森／沙贊                             | 原是普通的15歲寄養家庭少年，在受到巫師沙贊所賦予的力量後得以隨時自由變身為成年形態的超級英雄「沙贊」。                                                                       |
| 傑克·狄倫·葛雷瑟             | 佛雷德里克·「佛萊迪」·費曼                             | 比利在寄養家庭的兄弟兼摯友，殘疾人士及重度超級英雄愛好者。 |
| 亞當·布羅迪                  | 佛雷德里克·「佛萊迪」·費曼                             | 佛萊迪變身的成年形態超級英雄，擁有飛行能力。 |
| 葛莉絲·福爾頓 Grace Fulton   | 瑪莉·布隆菲爾德 Mary Bromfield                         | 比利在他寄養家庭的姊姊，會幫忙照顧其他兄弟姊妹。 |
| 陳琦燁 Ian Chen              | 尤金·崔 Eugene Choi                                    | 比利在他寄養家庭的兄弟，迷戀電子遊戲和網路的宅男。 |
| 羅斯·巴特勒 Ross Butler      | 尤金·崔 Eugene Choi                                    | 比利在他寄養家庭的兄弟，迷戀電子遊戲和網路的宅男。 |
| 喬溫·阿曼德 Jovan Armand     | 佩卓·潘納 Pedro Peña                                   | 比利在他寄養家庭的兄弟，內向、害羞且敏感的男孩，在本集出櫃承認自己為同志。                                                                                                   |
| D·J·科特羅納 D. J. Cotrona   | 佩卓·潘納 Pedro Peña                                   | 比利在他寄養家庭的兄弟，內向、害羞且敏感的男孩，在本集出櫃承認自己為同志。                                                                                                   |
| 費絲·赫曼 Faithe Herman      | 妲拉·達德利 Darla Dudley                               | 比利在他寄養家庭的妹妹，年紀最小，但個性最為活潑。 |
| 梅根·古德 Meagan Good        | 妲拉·達德利 Darla Dudley                               | 比利在他寄養家庭的妹妹，年紀最小，但個性最為活潑。 |
| 庫柏·安德魯斯 Cooper Andrews | 維多·瓦茲奎茲 Victor Vazquez                           | 比利一行兄弟姐妹的養父。 |
| 瑪塔·米蘭斯 Marta Milans     | 蘿莎·瓦茲奎茲 Rosa Vazquez                             | 比利一行兄弟姐妹的養母。 |
| 吉蒙·韓蘇 Djimon Hounsou     | 巫師沙贊 The Wizard Shazam                             | 法力強大的古老巫師，巫師議會僅存的成員，誓言要保護王國遠離七宗罪，但因力量逐漸衰弱，恐怕不足以封印七宗罪而耗費數個世紀尋找自己的繼承者，賦予比利神奇的變身力量。                         |
| 海倫·米蘭                    | 赫斯珀拉                                               | 阿特拉斯的女兒。 |
| 劉玉玲                       | 卡呂普索                                               | 阿特拉斯的女兒，赫斯珀拉的妹妹。 |
| 瑞秋·曾格勒                  | 安西婭                                                 | 阿特拉斯的女兒，赫斯珀拉與卡呂普索的妹妹。 |
| 蓋兒·加朵 Gal Gadot          | 「神力女超人」黛安娜·普林斯 Wonder Woman／Diana Prince | 客串，眾神之王宙斯和希波呂忒的女兒，來自天堂島的亞馬遜族公主與半神。擁有著過人的體質，擅長使用天堂島的神器來戰鬥。在遇見史提夫後因背負著停止戰爭的使命而前往外面世界的戰場。 |

比利的寄養家庭其餘成員包括：葛莉絲·福爾頓出演經常幫忙照顧其他兄弟姊妹的長姊瑪莉·布隆菲爾德，並代替前作中的蜜雪兒·波茲飾演瑪莉變身的成年形態超級英雄；喬溫·阿曼德出演內向、害羞且敏感的長兄佩卓·潘納，其變身的成年形態超級英雄則由D·J·科特羅納出演；以及瑪爾塔·米蘭斯及庫柏·安德魯斯分別出演養母蘿莎·瓦茲奎茲（Rosa Vasquez）及養父維克多·瓦茲奎茲（Victor Vazquez）。曾在2021年劇集《和平使者》第一季中飾演醫院清潔工賈米爾（Jamil）的瑞茲莞·曼吉出演未公佈角色，在前作中飾演琳恩·克羅斯比博士（Dr. Lynn Crosby）的導演大衛·F·桑德柏格之妻蘿塔·洛斯滕亦將出演新角色。

## 製作

### 開發
2019年4月，《沙贊！》在上映後隨即取得成功，亨利·蓋登確認回歸執筆續集的劇本，大衛·F·桑德柏格及彼得·沙佛朗亦有望回歸分別執導及製片。月底，蜜雪兒·波茲表示與華納簽訂了五部電影的片約，以繼續出演瑪莉·布隆菲爾德變身的成年形態超級英雄，並有望回歸參演至少一部續集。6月，柴克·萊威確認自己將回歸出演標題角色沙贊，而劇本亦已搶先在計劃於2020年中期開機的拍攝作業展開前開始創作。12月，桑德柏格與前作劇組的大部分成員確認回歸，新線影業與華納兄弟影片將電影的美國上映日期定於2022年4月1日。2020年4月，受2019冠狀病毒病疫情影響，影片的美國上映時間被推遲至2022年11月4日。

### 前期製作
2020年6月，瑪爾塔·米蘭斯確定回歸出演比利一行兄弟姐妹的養母蘿莎·瓦茲奎茲（Rosa Vasquez）。8月，華納在虛擬DC粉絲圓頂活動中宣佈續集的正式片名為，艾許·安傑、萊威、傑克·狄倫·葛雷瑟、亞當·布羅迪、費絲·赫曼、梅根·古德、葛莉絲·福爾頓、陳琦燁、羅斯·巴特勒、喬溫·阿曼德和D·J·科特羅納確定回歸分別出演威廉·「比利」·貝特森與成年形態超級英雄沙贊、佛雷德里克·「佛萊迪」·費曼與成年形態超級英雄、妲拉·達德利與成年形態超級英雄、已成年的超級英雄瑪莉·布隆菲爾德、尤金·崔與成年形態超級英雄，以及佩卓·潘納與成年形態超級英雄。9月，萊威指電影將於2021年初開機拍攝。
10月，電影的美國上映時間再次被推遲至2023年6月2日。11月，在前作中飾演塞迪斯·希瓦納博士的馬克·史壯表示他正在等待續集拍攝的消息，在能夠保障安全之前，製作組暫停拍攝作業。2021年1月，梅根·古德透露影片計劃於2021年5月開機拍攝。2月，瑞秋·曾格勒確定參演影片，出演未公佈的「關鍵角色」，克里斯·摩根確定聯合亨利·蓋登為影片撰寫劇本，傑夫·強斯擔當聯合製片人，他的公司參與影片製作。3月，海倫·米蘭確定出演反派角色赫斯珀拉，該角色並非來源於漫畫，而是影片的原創角色，瑞秋·曾格勒在片中飾演赫斯珀拉的妹妹。4月，劉玉玲確定參演影片，出演赫斯珀拉的妹妹卡呂普索。馬克·史壯確定不會在《沙贊！眾神之怒》中回歸出演塞迪斯·希瓦納博士。

### 拍攝
影片原計劃於2020年中期開啟主體拍攝。因應2019冠狀病毒病疫情，製作組延後至2021年5月2日在美國喬治亞州亞特蘭大開機拍攝，製作組還在加拿大多倫多取景拍攝。2021年6月，導演大衛·F·桑德柏格透露葛雷絲·富爾頓替代蜜雪兒·波茲飾演瑪莉變身的成年形態超級英雄沙贊女士，富爾頓飾演成年形態時的髮型和化妝風格有別於少女形態。7月，片場照片顯示吉蒙·韓蘇回歸出演巫師沙贊。拍攝作業於2021年8月31日殺青。

## 發行
2019年12月，華納宣佈影片原計劃於2022年4月1日在美國上映。受2019冠狀病毒病疫情影響，2020年4月，華納宣佈影片的美國上映日期延期至2022年11月4日。2020年10月，華納再次將美國上映日期延後至2023年6月2日。2022年3月9日，華納將影片的美國上映日期提前至2022年12月16日。2022年4月27日，華納為避免與华特迪士尼工作室電影《阿凡達：水之道》撞期，將影片的美國上映日期推遲五天至2022年12月21日，8月再推遲至2023年3月17日。

## 評價
爛番茄根據257條評論，本片獲得49%的新鮮度，平均得分5.6／10，觀眾投票獲得86%的分數，平均得分為4.2／5，網站影評家共識寫道：「與它的前作 《沙贊！》 相比，注意力更加分散，也更不令人滿意，《沙贊！眾神之怒》仍然保留了幾乎足夠的原始素材的愚蠢魅力來挽救這一天。」。在Metacritic上，本片獲得了47分。接受CinemaScore調查的觀眾在 A+ 到 F 的評分等級中，給這部電影的平均評分為「B+」，而PostTrak調查報告顯示受訪觀眾給它78%的好評，64% 的人表示他們肯定會推薦它。

## 票房
在美國和加拿大，《沙贊！眾神之怒》最初預計首映週末在 4,071 家影院的票房收入為 3,500 萬美元至 4,000 萬美元。然而實際開畫票房為1170 萬美元（包括週四晚間預映的 340 萬美元），將周末的預估收入降至 3000 萬美元。它的首映票房為 3010 萬美元，位居票房榜首，但比第一部電影的首映週末（5350 萬美元）下降了 43%，在DC擴展宇宙系列電影中排名倒數第三（儘管兩部票房收入較低的電影，《自殺突擊隊：集結》和《神力女超人1984》的發行受到COVID-19 大流行的影響，同時在HBO Max上發行）。。《Boxoffice Pro》的肖恩·羅賓斯（Shawn Robbins）稱這部電影的首周票房是「一個貧軟的開始，沒有其他方式可以表達它」，同時稱其他漫畫電影最近表現不佳 。《好萊塢報導》則稱該片的國內首映為「好萊塢超級英雄大片最糟糕的開局之一」，同時提及電影在78個國家的首周票房表現總和僅有 3500 萬美元（包含在中國大陸440萬美元的票房失利） 。《影音俱樂部》指稱道，這部電影在周末首映，其他電影也經歷了沉悶的票房數字。

台灣地區票房截至2023年6月25日統計，累計銷售票數122,651張，累計銷售金額新台幣31,023,318元。
| 上一届： 《驚聲尖叫6》 | 2023年美國週末票房冠軍 第11週 | 下一届： 《捍衛任務4》 |

## 資料來源
1. ↑  Todisco, Eric. . Hollywood Life. 2022-09-22  [2022-10-11]. （原始内容存档于2022-09-27）.
2. ↑  . IFCO. 2023-01-18  [2023-02-07]. （原始内容存档于2023-02-07）.
3. ↑  . Rolling Stone. 2022-08-03  [2023-03-08]. （原始内容存档于2022-08-03）.
4. ↑  . Box Office Mojo.   [2023-03-17]. （原始内容存档于2023-08-31）.
5. ↑  Bankhurst, Adam; Fowler, Matt. . IGN. 2022-07-23  [2022-07-26]. （原始内容存档于2022-07-26）.
6. ↑  Goslin, Austen. . Polygon. 2022-07-23  [2022-07-26]. （原始内容存档于2022-07-26）.
7. 1 2 3 4  McClintock, Pamela; Kit, Borys. . The Hollywood Reporter. Valence Media. 2019-12-12  [2020-03-21]. （原始内容存档于2020-06-11） （美国英语）.
8. 1 2 3  Ramos, Dino-Ray. . Deadline Hollywood. 2020-08-22  [2020-08-22]. （原始内容存档于2020-08-23） （美国英语）.
9. 1 2 3  Sandberg, David F. [@ponysmasher].  (推文). 2021-06-21  [2021-06-21]. （原始内容存档于2021-06-21） –Twitter （美国英语）.
10. 1 2  Dela Paz, Maggie. . ComingSoon.net. 2021-05-28  [2021-05-28]. （原始内容存档于2021-05-28） （美国英语）.
11. 1 2 3  Patta, Gig. . LRM Online. 2020-06-17  [2021-04-07]. （原始内容存档于2020-12-30） （美国英语）.
12. 1 2  Jirak, Jamie. . ComicBook.com. 2021-07-23  [2021-07-24]. （原始内容存档于2021-07-24） （美国英语）.
13. 1 2  Kroll, Justin. . Deadline Hollywood. 2021-03-23  [2021-03-23]. （原始内容存档于2021-03-23） （美国英语）.
14. 1 2  Gonzalez, Umberto. . TheWrap. 2021-04-12  [2021-04-12]. （原始内容存档于2021-04-12） （美国英语）.
15. ↑  Kuperinsky, Amy. . NJ.com. 2022-07-23  [2022-07-23]. （原始内容存档于2022-07-26）.
16. ↑  DCE Editorial. . DC Comics. 2013-12-04  [2014-05-26]. （原始内容存档于2014-06-05）.
17. 1 2 3 4 5  Bonomolo, Cameron. . Comicbook.com. 2020-09-06  [2020-09-07]. （原始内容存档于2020-09-07） （美国英语）.
18. ↑  Sandberg, David F. [@ponysmasher].  (推文). 2022-07-29  [2022-07-30]. （原始内容存档于2022-07-30） –Twitter.
19. ↑  Burlingame, Russ. . ComicBook.com. 2022-09-06  [2022-09-06]. （原始内容存档于2022-09-07）.
20. ↑  Gonzalez, Umberto. . TheWrap. 2019-04-08  [2020-03-21]. （原始内容存档于2019-04-08） （美国英语）.
21. ↑  Cohn, Paulette. . Parade. AMG/Parade. 2019-04-15  [2020-03-21]. （原始内容存档于2019-04-16） （美国英语）.
22. 1 2  Landrum Jr., Jonathan. . Associated Press. 2019-06-14  [2020-03-21]. （原始内容存档于2020-04-07） （美国英语）.
23. 1 2 3  D'Alessandro, Anthony. . Deadline Hollywood. 2020-04-20  [2020-04-20]. （原始内容存档于2020-04-20） （美国英语）.
24. 1 2  D'Alessandro, Anthony. . Deadline Hollywood. Penske Media Corporation. 2020-10-05  [2020-10-05]. （原始内容存档于2020-10-06） （美国英语）.
25. ↑  Radish, Christina. . Collider. 2020-11-05  [2021-02-03]. （原始内容存档于2020-11-05） （美国英语）.
26. 1 2  Perry, Spencer. . Comicbook.com. 2021-01-29  [2021-01-30]. （原始内容存档于2021-01-30） （美国英语）.
27. ↑  Gonzalez, Umberto. . TheWrap. 2021-02-25  [2021-02-25]. （原始内容存档于2021-02-26） （美国英语）.
28. ↑  Couch, Aaron; Kit, Borys. . The Hollywood Reporter. 2021-03-23  [2021-03-24]. （原始内容存档于2021-03-24） （美国英语）.
29. ↑  Kaye, Don. . Den of Geek. 2021-05-17  [2021-05-28]. （原始内容存档于2021-05-28） （美国英语）.
30. ↑  Fraser, Kevin. . JoBlo.com. 2021-05-27  [2021-05-28]. （原始内容存档于2021-05-28） （美国英语）.
31. ↑  Jirak, Jamie. . Comicbook.com. 2021-05-27  [2021-05-28]. （原始内容存档于2021-05-28） （美国英语）.
32. ↑  . Production List. 2020-12-18  [2021-04-07]. （原始内容存档于2021-04-07） （美国英语）.
33. ↑  Sandberg, David F. [@ponysmasher].  (推文). 2021-08-31  [2021-09-01]. （原始内容存档于2021-08-31） –Twitter （美国英语）.
34. ↑  Pedersen, Erik. . Deadline Hollywood. 2022-03-09  [2022-03-09]. （原始内容存档于2022-03-11） （美国英语）.
35. ↑  D'Alessandro, Anthony. . Deadline Hollywood. 2022-04-27  [2022-04-27]. （原始内容存档于2022-04-27） （美国英语）.
36. ↑  D'Alessandro, Anthony. . Deadline Hollywood. 2022-08-24  [2022-08-25]. （原始内容存档于2022-08-24）.
37. ↑  . Rotten Tomatoes. Fandango Media.   [2023-03-17].
38. ↑  . Metacritic. Red Ventures.   [2023-03-17].
39. ↑  Rubin, Rebecca. . Variety. 2023-03-14  [2023-03-15]. （原始内容存档于March 15, 2023）.
40. ↑  D'Alessandro, Anthony. . Deadline Hollywood. March 19, 2023  [March 19, 2023]. （原始内容存档于2023-03-19）.
41. ↑  Devan, Coggan. . Entertainment Weekly. March 21, 2023  [March 22, 2023]. （原始内容存档于2023-12-22）.
42. ↑  Rubin, Rebecca. . Variety. March 19, 2023  [March 20, 2023]. （原始内容存档于2023-04-02）.
43. ↑  McClintock, Pamela. . The Hollywood Reporter. March 19, 2023  [March 20, 2023]. （原始内容存档于2023-07-27）.
44. ↑  Barsanti, Sam. . The A.V. Club. March 19, 2023  [March 20, 2023]. （原始内容存档于2023-05-28）.
45. ↑  國家電影及視聽文化中心. . 每週票房公告. 中華民國電影票房資訊系統.   [2023-08-04]. （原始内容存档于2021-12-05）.

## 外部連結
- 互联网电影数据库（IMDb）上《沙贊！眾神之怒》的资料（英文）
- Metacritic上《沙贊！眾神之怒》的資料（英文）
- AllMovie上《沙贊！眾神之怒》的资料（英文）
- 爛番茄上《沙贊！眾神之怒》的資料（英文）
- Box Office Mojo上《沙贊！眾神之怒》的资料（英文）
- 開眼電影網上《沙贊！眾神之怒》的資料（繁體中文）
- 时光网上《沙贊！眾神之怒》的資料（简体中文）
- 豆瓣电影上《沙贊！眾神之怒》的資料 （简体中文）